# John Borthwick
John Borthwick, John V lord Borthwick (ur. ok. 1520, zm. 28 marca 1566) - szkocki arystokrata i angielski dyplomata. 

## Życiorys
Pochodził z rodziny pochodzenia węgierskiego; założyciel rodziny przybył w 1057 z Węgier do Szkocji w orszaku królowej Małgorzaty, za panowania Malcolma Canmore. Syn Williama IV lorda Borthwick'a (-1543), tajnego radcy i Margaret Hay. Pełnił funkcję agenta korony angielskiej (Crown agent) w Gdańsku (1560). Nosił tytuł tajnego radcy (Privy Counsellor). Sprzeciwiał się szkockiej reformacji.